# Still Loving You
Still Loving You è un singolo della rock band tedesca Scorpions, estratto dall'album Love at First Sting nel 1984. Riscosse molto successo, grazie anche a un videoclip trasmesso da MTV che mostrava la band con immagini prese da un concerto alla Reunion Arena di Dallas, Texas. Il brano è diventato un classico della band e viene eseguito ancora oggi nei concerti dal vivo.
Il singolo ha avuto un grande riscontro soprattutto in Francia, dove si è piazzato in terza posizione in classifica ed è stato premiato con il disco di platino. Negli anni è arrivato a vendere oltre un milione di copie nella sola Francia. Still Loving You è rimasto il singolo più famoso degli Scorpions fino alla pubblicazione di Wind of Change nel 1991.
In un'intervista, il chitarrista Rudolf Schenker ha affermato che la canzone «tratta di una storia d'amore, dove i due riconoscono che potrebbe finire, ma vogliono provare un'altra volta.»
Still Loving You è presente anche negli album Moment of Glory, ri-arrangiata dagli Scorpions assieme alla Berliner Philharmoniker, Acoustica, suonata in chiave acustica, e Comeblack, in una versione registrata assieme alla cantante Amandine Bourgeois.
La canzone è stata inserita in 22ª posizione nella classifica delle "25 più grandi power ballad" secondo VH1.

## Tracce
1. Still Loving You
2. Holiday

## Formazione
- Klaus Meine - voce
- Rudolf Schenker - chitarra solista
- Matthias Jabs - chitarra ritmica
- Francis Buchholz - basso
- Herman Rarebell - batteria

## Classifiche
Top 50 (Francia), German Top Singles (Germania), Nederlandse Top 40 (Paesi Bassi), Suisse Top Singles (Svizzera), Belgique Top Singles (Belgio)
| Anno | Chart                | Posizione |
| ---- | -------------------- | --------- |
| 1984 | France Top 50        | #3        |
| 1984 | German Top Singles   | #14       |
| 1984 | Nederlandse Top 40   | #5        |
| 1984 | Suisse Top Singles   | #3        |
| 1984 | Belgique Top Singles | #3        |